# Paradise Tour
Paradise Tour — концертний тур австралійського співака Коді Сімпсона. Тур відбувся у 2013-14 роках на підтримку альбомів Surfers Paradise та The Acoustic Sessions.

## На розігріві
- Раян Бітті (30 травня — 20 липня 2013)[1]
- Before You Exit[en] (30 травня — 20 липня 2013; окремі шоу)[1]
- Plug in Stereo (10 — 31 січня 2014)[2]

## Сет-лист
Наступні пісні були виконані 4 червня 2013 року концерт в клубі Nokia в Лос-Анджелесі. Вона змінюватися під час туру.
1. «Be the One»
2. «Paradise»
3. «La Da Dee»
4. «No Ceiling»
5. «Wish U Were Here»
6. «Awake All Night»
7. «Hallelujah»
8. «Summertime of Our Lives»
9. «Good as It Gets»
10. «Round of Applause»
11. «On My Mind»
12. «All Day»
13. «Angel»
14. «Summer Shade»
15. «Gentleman»
16. «Don't Cry Your Heart Out»
17. «Love»
18. «Back to You»
19. «Not Just You»
20. "Tears On Your Pillow
21. «Got Me Good»
22. «If You Left Him For Me»
23. «Pretty Brown Eyes»

На біс
1. «Be the One»
2. «iYiYi»

## Дати туру

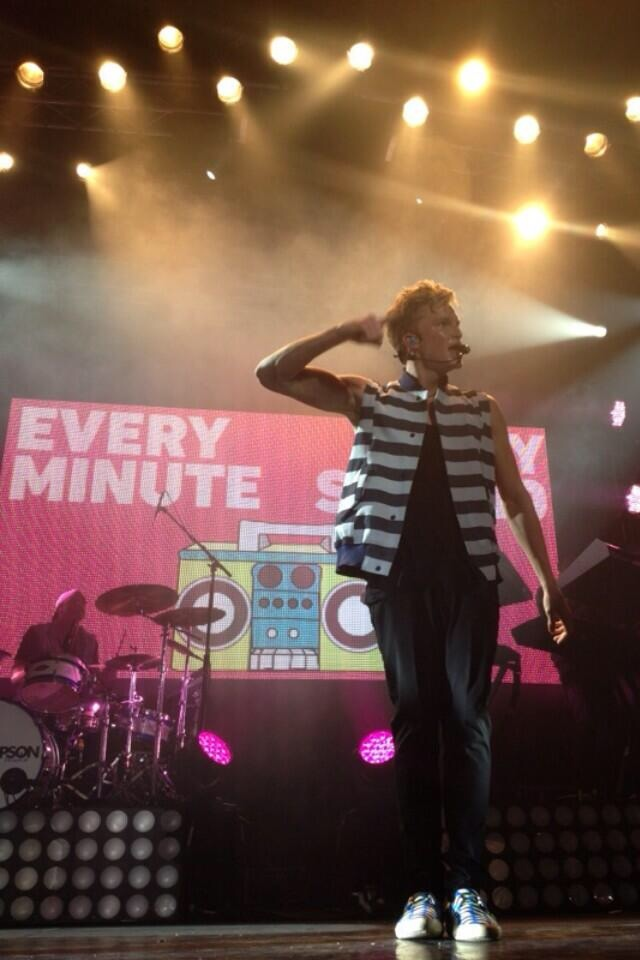
Сімпсон виступає в DAR Constitution Hall 14 липня 2013 року

| Дата             | Місто            | Країна           | Місце                                    |
| Північна Америка | Північна Америка | Північна Америка | Північна Америка                         |
| ---------------- | ---------------- | ---------------- | ---------------------------------------- |
| 30 травня 2013   | Джексонвілл      | США              | Moran Theater                            |
| 31 травня 2013   | Тампа            | США              | Morsani Hall                             |
| 1 червня 2013[A] | Панама-Сіті-Біч  | США              | Aaron Bessant Park Amphitheater          |
| 2 червня 2013    | Бірмінгем        | США              | BJCC Concert Hall                        |
| 4 червня 2013    | Атланта          | США              | Cobb Energy Performing Arts Centre       |
| 6 червня 2013    | Х'юстон          | США              | Bayou Music Center                       |
| 7 червня 2013    | Даллас           | США              | South Side Ballroom                      |
| 8 червня 2013    | Сан-Антоніо      | США              | Lila Cockrell Theatre                    |
| 9 червня 2013    | Ель-Пасо         | США              | Plaza Theatre                            |
| 12 червня 2013   | Фінікс           | США              | Celebrity Theatre                        |
| 14 червня 2013   | Лос-Анджелес     | США              | Club Nokia                               |
| 19 червня 2013   | Фресно           | США              | Saroyan Theatre                          |
| 20 червня 2013   | Сан Франциско    | США              | Warfield Theatre                         |
| 21 червня 2013   | Сакраменто       | США              | Community Center Theater                 |
| 22 червня 2013   | Портленд         | США              | Roseland Theater                         |
| 23 червня 2013   | Сіетл            | США              | Paramount Theatre                        |
| 24 червня 2013   | Ванкувер         | Канада           | Orpheum Theatre                          |
| 27 червня 2013   | Калгарі          | Канада           | MacEwan Conference & Event Centre        |
| 28 червня 2013   | Едмонтон         | Канада           | Northern Alberta Jubilee Auditorium      |
| 30 червня 2013   | Вінніпег         | Канада           | Cummings Theatre for the Performing Arts |
| 2 липня 2013     | Міннеаполіс      | США              | Mill City Nights                         |
| 3 липня 2013[B]  | Міннеаполіс      | США              | BMO Harris Pavilion                      |
| 5 липня 2013     | Розмонт          | США              | Rosemont Theatre                         |
| 8 липня 2013     | Торонто          | Канада           | Massey Hall                              |
| 10 липня 2013    | Монреаль         | Канада           | Métropolis                               |
| 12 липня 2013    | Аппре-Дербі      | США              | Tower Theater                            |
| 13 липня 2013    | Мангол           | США              | Carnegie Library Music Hall              |
| 14 липня 2013    | Вашингтон        | США              | DAR Constitution Hall                    |
| 17 липня 2013    | Нью-Брансвік     | США              | State Theatre                            |
| 18 липня 2013    | Нью-Йорк         | США              | Best Buy Theater                         |
| 20 липня 2013    | Бостон           | США              | House of Blues                           |
| 10 січня 2014    | Санта-Ана        | США              | Constellation Room                       |
| 11 січня 2014    | Лос-Анджелес     | США              | El Rey Theatre                           |
| 15 січня 2014    | Детройт          | США              | Saint Andrew's Hall                      |
| 16 січня 2014    | Торонто          | Канада           | Virgin Mobile Mod Club                   |
| 17 січня 2014    | Торонто          | Канада           | Virgin Mobile Mod Club                   |
| 18 січня 2014    | Монреаль         | Канада           | Virgin Mobile Corona Club                |
| 19 січня 2014    | Філадельфія      | США              | Prince Music Theater                     |
| 20 січня 2014    | Кембридж         | США              | The Sinclair                             |
| 21 січня 2014    | Нью-Йорк         | США              | Highline Ballroom                        |
| 22 січня 2014    | Вашингтон        | США              | The Hamilton                             |
| 24 січня 2014    | Атланта          | США              | Loft at Center Stage Theater             |
| 25 січня 2014    | Бірмінгем        | США              | WorkPlay Theatre                         |
| 26 січня 2014    | Нашвілл          | США              | Mercy Lounge                             |
| 28 січня 2014    | Індіанаполіс     | США              | Deluxe at Old National Centre            |
| 29 січня 2014    | Чикаго           | США              | Lincoln Hall                             |
| 30 січня 2014    | Сент-Луїс        | США              | Freebird                                 |
| 31 січня 2014    | Денвер           | США              | Marquis Theatre                          |

Фестивалі та інші різні виступи
A Real.Fun.BeachFest
B Summerfest
Скасовані та перенесені шоу
| 13 червня 2013 | Тусон            | Rialto Theatre          | Скасовано                     |
| 16 червня 2013 | Долина Лас-Вегас | The Joint               | Скасовано                     |
| 2 липня 2013   | Міннеаполіс      | State Theatre           | Перенесено в Mill City Nights |
| 23 липня 2013  | Роял-Оак         | Royal Oak Music Theatre | Скасовано                     |
| 24 липня 2013  | Сент-Луїс        | Peabody Opera House     | Скасовано                     |
| 25 липня 2013  | Канзас-Сіті      | The Midland by AMC      | Скасовано                     |
| 26 липня 2013  | Вічита           | Cotillion Ballroom      | Скасовано                     |
| 27 липня 2013  | Денвер           | Ogden Theatre           | Скасовано                     |